# Snell Memorial Foundation
A Snell Memorial Foundation (SMF) é uma organização sem fins lucrativos, que atua em várias partes do mundo, mas tem sede em North Highlands, California,  criada para fornecer um alto padrão de qualidade de segurança para os capacetes. Fundada em 1957, o SMF foi nomeado depois que William "Pete" Snell, um popular piloto de corridas de carro, morreu em 1956 com lesões na cabeça. O capacete que ele usava falhou em proteger sua cabeça na hora do acidente. Um grupo de amigos, cientistas, médicos e outros se uniram para criar um grupo que iria promover pesquisa e conhecimentos, bem como testar e desenvolver normas e padrões para melhorar a eficácia dos capacetes.